# NGC 5561
NGC 5561 (другие обозначения — ZWG 295.44, PGC 2800986) — галактика в созвездии Большая Медведица.
Этот объект входит в число перечисленных в оригинальной редакции «Нового общего каталога».